# Michael Buckland
Michael Keeble Buckland (* 23. listopadu 1941 Wantage, Anglie) je emeritní profesor na Berkleyho univerzitě v Kalifornii. Zabývá se informačními vědami a knihovnictvím.

## Život
Michael Buckland se narodil a vyrostl v Anglii. Vystudoval historii na univerzitě v Oxfordu, kde po ukončení studia nastoupil do školní knihovny jako praktikant. Po vystudování knihovnictví na Univerzitě v Sheffieldu v roce 1965 nastoupil ve stejném roce do knihovny univerzity v Lancasteru, rok po jejím založení. Mezi lety 1967 až 1972 vedl výzkumné oddělení univerzitní knihovny v Lancasteru, které mělo na starosti studie využití knih, jejich dostupnost a management v knihovně. Mezitím získal doktorský titul na univerzitě v Sheffieldu. Jeho disertační práce byla publikována pod názvem Book Availability and the Library User v roce 1975.
V roce 1972 se přestěhoval do Spojených států, kde se uchytil v knihovně univerzity Purdue jako asistent vedoucího technických služeb. Jeho výzkum a profesní zájem se zaměřovaly na zpřístupňování bibliografií a rešeršní podporu. Mezi lety 1976-84 se stal děkanem školy knihovnických a informačních studií v Berkeley. Mezi lety 1983 až 1987 byl asistentem viceprezidenta pro knihovnickou politiku a plánování pro celkem devět kampusů Kalifornské univerzity.
V roce 1998 byl prezidentem Asociace pro informační vědu a technologie dříve známé jako Americká společnost pro informační vědu a technologie. V roce 2012 vyhrál cenu ASIS&T (the association for information science and technology) Award of Merit. Cena je udělována na základě nezpochybnitelného přínosu pro informační vědu a to již od roku 1964.
Byl hostujícím profesorem na univerzitách v Rakousku, Austrálii, Norsku a Švédsku.
V roce 2014 vyhrál cenu Fredericka G. Kilgoura za svůj výzkum z oblasti knihovnických a informačních technologií. Cena sponzorovaná OCLC (Online Computer Library Center) je udělována za relevantní výzkum v oblasti informačních technologií, a to zejména, pokud daná práce vykazuje náznaky možného pozitivního dopadu na jakýkoliv aspekt procesu nakládání s informacemi.

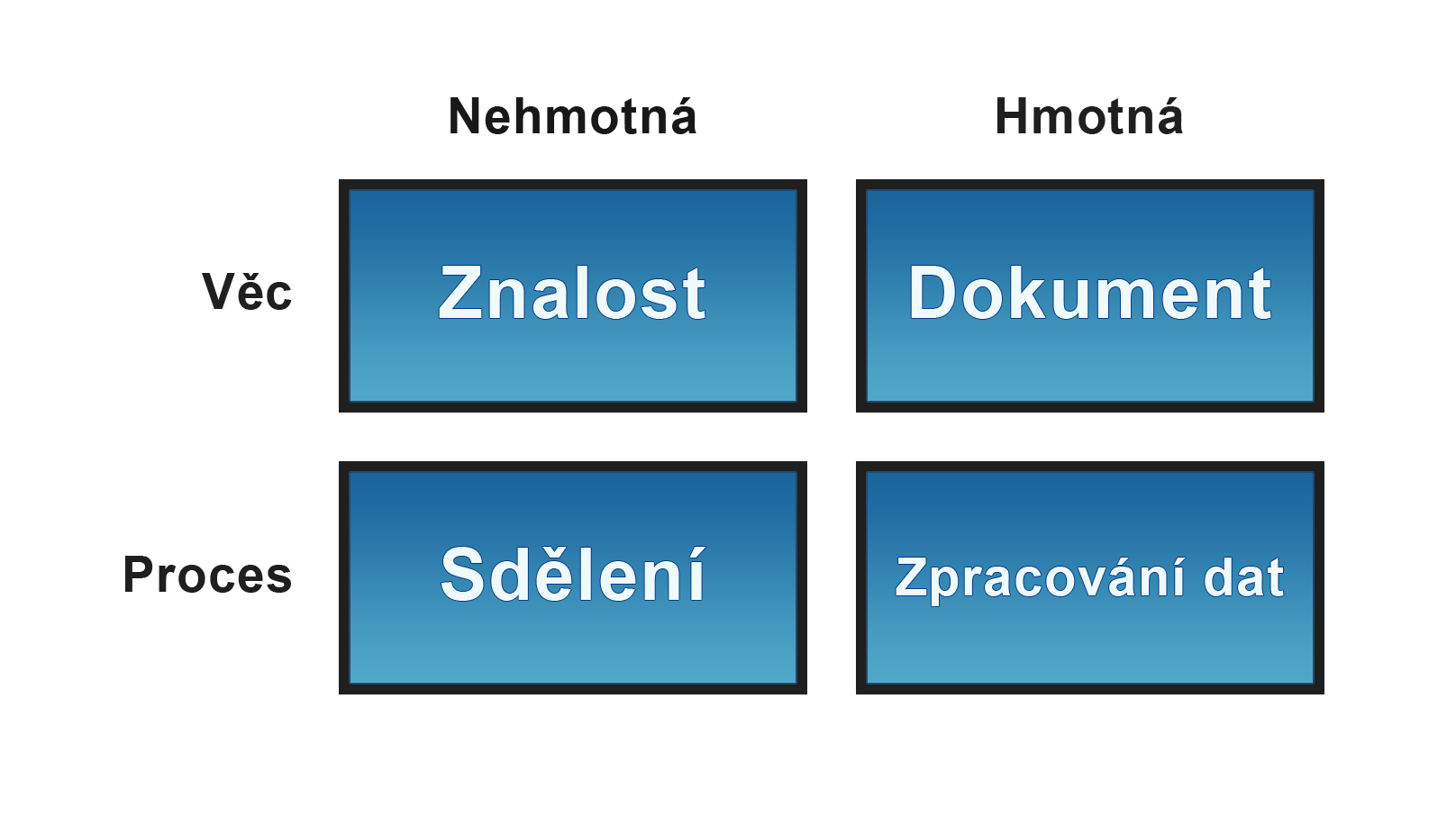
Čtyři aspekty informace podle Bucklanda

## Články „Information as thing“ a „What is a document?“
Dva zřejmě nejslavnější Bucklandovy články zabývající se problematikou informace a dokumentu. První ze dvou jmenovaných byl publikován v časopise Journal of the American society for information science v roce 1991. Buckland v tomto článku přistupuje k informaci ve třech různých rovinách: znalost, objekt a proces.
1. Informace jako znalost ve smyslu něčeho čeho se nelze dotknout např. zkušenosti, víra, paměť atp.
2. Informace jako objekt neboli hmatatelná entita s informací fixovanou na danou materiální reprezentaci.[5]
3. Informace jako proces ve smyslu procesu informování. Někdo je někým informován o nějaké skutečnosti.

Buckland dále pokládá za nezbytné rozlišení mezi hmotnou a nehmotnou informací. V kombinaci s rozdělením na věc a proces dostáváme čtyři aspekty termínu informace viz obrázek. V druhém článku, který byl publikován ve stejném periodiku v roce 1997 se Buckland vrací k problému, co vše lze považovat za dokument a to v kontextu expandujícího vlivu digitálních technologií. Slovy Michaela Bucklanda digitální technologie oživují staré dilema rozlišování média, sdělení a významu.

## Publikace
Michael Buckland je autorem a spoluautorem velkého množství monografií a celkem více než šedesáti odborných článků.

### Monografie
- Emanuel Goldberg and his knowledge machine (2006)
- Redesigning library services: a manifesto (1992)
- Information and information systems (1991)
- Library services in theory and context (1988)
- Book availability and the library user (1975)

### Články
- In memoriam: Yale Mitchell Braunstein, 1945–2012 (2013, DOI: 10.1002/asi.22832)
- What kind of science can information science be? (2012, DOI: 10.1002/asi.21656)
- Information science in transition (2009, DOI: 10.1002/asi.21656)
- Timelines: as we may recall: four forgotten pioneers (2009, DOI: 10.1145/1620693.1620712)
- Democratic theory in library information science (2008, DOI: 10.1002/asi.20846)
- The digital difference in reference collections (2007, DOI: 10.1300/J111v46n02_07)
- What is a "document"? (1997, DOI: 10.1002/(SICI)1097-4571(199709)48:9<804::AID-ASI5>3.0.CO;2-V)
- Information as thing (1991, DOI: 10.1002/(SICI)1097-4571(199106)42:5<351::AID-ASI5>3.0.CO;2-3)